# Serra de' Conti
Serra de' Conti es una localidad y comune italiana de la provincia de Ancona, región de las Marcas, con 3693 habitantes.

## Evolución demográfica
| Gráfica de evolución demográfica de Serra de' Conti entre 1861 y 2001 |
|                                                                       |
| Fuente ISTAT - elaboración gráfica de Wikipedia                       |